# Сесар Сабала
Сесар Сабала Фернандес (ісп. César Zabala Fernández, 3 червня 1961, Луке — 31 січня 2020, Луке) — парагвайський футболіст, що грав на позиції захисника, флангового півзахисника. Відомий за виступами в низці парагвайських та закордонних клубів, зокрема аргентинський «Тальєрес» та парагвайський «Серро Портеньйо», у складі якого двічі ставав чемпіоном Парагваю, а також у складінаціональної збірної Парагваю.

## Клубна кар'єра
Сесар Сабала народився в парагвайському місті Луке, і розпочав виступи на футбольних полях у 1978 році в місцевій команді «Спортіво Лукеньйо». У 1985 році він став гравцем команди «Серро Портеньйо», у складі якої у 1987 році став чемпіоном країни. Наступного року футболіст отримав запрошення від аргентинського клубу «Тальєрес» з Кордови, у складі якої грав до середини 1989 року. У середині 1989 року повернувся до клубу «[Серро Портеньйо», у складі якого грав до кінця року. На початку 1990 року Сабала став гравцем бразильського клубу «Інтернасьйонал», але вже цього ж року повернувся до «Серро Портеньйо», в якому грав до 1992 року, ставши в останній рік виступів за клуб чемпіоном Парагваю. У 1993 році Сесар Сабала грав у складі перуанського клубу «Депортіво Сіпеса», після чого завершив виступи на футбольних полях.

## Виступи за збірну
У 1985 року Сесар Сабала дебютував у складі національної збірної Парагваю. У складі збірної був учасником чемпіонату світу 1986 року у Мексиці, розіграшу Кубка Америки 1987 року в Аргентині, розіграшу Кубка Америки 1989 року у Бразилії, розіграшу Кубка Америки 1991 року у Чилі. Загалом протягом кар'єри у національній команді, яка тривала до 1991 року, провів у її формі 49 матчів, забивши 2 голи.

## Останні роки життя
У 2011 році у Сесара Сабали розпочались проблеми з серцем. Для того, щоб зібрати кошти на операцію, його друзі організували благодійний футбольний турнір. Протягом останніх років життя Сабала хворів раком жовчевого міхура. Помер Сесар Сабала 31 січня 2020 року у лікарні свого рідного міста Луке.

## Титули і досягнення
- Чемпіон Парагваю (2):

«Серро Портеньйо»: 1987, 1992